# Литва на летних Олимпийских играх 2004
Литва принимала участие в Летних Олимпийских играх 2004 года в Афинах (Греция) в шестой раз за свою историю, и завоевала две серебряные и одна золотая медали. Сборную страны представляли 59 участников, из которых 12 женщин.

## Медалисты
| Медаль  | Спортсмен            | Вид спорта            | Дисциплина                 |
| ------- | -------------------- | --------------------- | -------------------------- |
| Золото  | Виргилиюс Алекна     | Лёгкая атлетика       | Мужчины, метание диска     |
| Серебро | Аустра Скуйите       | Лёгкая атлетика       | Женщины, семиборье         |
| Серебро | Андрей Заднепровский | Современное пятиборье | Мужчины, личное первенство |

## Состав сборной
Академическая гребля
1. Кястутис Кяблис
2. Эйнарас Шяудвитис

 Баскетбол
1. Видас Гиневичюс
2. Миндаугас Жукаускас
3. Эурелиюс Жукаускас
4. Кшиштоф Лавринович
5. Арвидас Мацияускас
6. Донатас Сланина
7. Дарюс Сонгайла
8. Дайнюс Шаленга
9. Рамунас Шишкаускас
10. Саулюс Штомбергас
11. Робертас Явтокас
12. Шарунас Ясикявичюс

 Бокс
1. Ярославас Якшто
2. Роландас Ясявичюс

 Борьба
Греко-римская борьба
1. Сваюнас Адомайтис
2. Миндаугас Ежерскис
3. Миндаугас Мизгайтис

Велоспорт
 Шоссейный велоспорт
1. Иоланта Поликевичюте
2. Раса Поликевичюте
3. Эдита Пучинскайте

 Трековый велоспорт
1. Линас Бальчюнас
2. Айварас Баранаускас
3. Томас Вайткус
4. Раймондас Вильчинскас
5. Игнатас Коноваловас
6. Симона Крупецкайте

Гребля на байдарках и каноэ
 Гребля на гладкой воде
1. Эгидиюс Бальчюнас
2. Альвидас Дуонела
3. Ромас Петруканецас

 Дзюдо
1. Альбертас Теховас

 Лёгкая атлетика
1. Гинтарас Андрюшкявичюс
2. Виргилиюс Алекна
3. Даугвинас Зуюс
4. Миндаугас Норбутас
5. Миндаугас Пукштас
6. Живиле Бальчюнайте
7. Инга Юодешкене
8. Соната Милушуаскайте
9. Рита Раманаускайте
10. Кристина Салтанович
11. Аустра Скуйите
12. Агне Эггерт

 Парусный спорт
1. Гедрюс Гужис

 Плавание
1. Паулюс Андрияускас
2. Саулюс Бинявичюс
3. Ауримас Валайтис
4. Паулюс Викторавичюс
5. Роландас Гимбутис
6. Дарюс Григалёнис
7. Эдвинас Даутартас
8. Павел Сушков
9. Римвидас Шальчюс
10. Витаутас Янушайтис

 Современное пятиборье
1. Андрей Заднепровский
2. Эдвинас Крунголцас

 Стрельба
1. Дайна Гудзиневичюте

 Тяжёлая атлетика
1. Рамунас Вишняускас

## Результаты соревнований

### Академическая гребля
В следующий раунд из каждого заезда проходили несколько лучших экипажей (в зависимости от дисциплины). В финал A выходили 6 сильнейших экипажей, остальные разыгрывали места в утешительных финалах B-E.
Мужчины
| Соревнование  | Спортсмены                        | Предварительный заезд | Предварительный заезд | Предварительный заезд | Отборочный заезд | Отборочный заезд | Отборочный заезд | Полуфинал             | Полуфинал             | Полуфинал             | Финал                 | Финал                 | Итоговое место |
| Соревнование  | Спортсмены                        | Заезд                 | Время                 | Место                 | Заезд            | Время            | Место            | Заезд                 | Время                 | Место                 | Время                 | Место                 | Итоговое место |
| ------------- | --------------------------------- | --------------------- | --------------------- | --------------------- | ---------------- | ---------------- | ---------------- | --------------------- | --------------------- | --------------------- | --------------------- | --------------------- | -------------- |
| двойки парные | Кястутис Кяблис Эйнарас Шяудвитис | 3                     | 7:07,13               | 4                     | 1                | 6:24,56          | 5                | завершили выступление | завершили выступление | завершили выступление | завершили выступление | завершили выступление | 14             |

### Плавание
В следующий раунд на каждой дистанции проходили лучшие спортсмены по времени, независимо от места занятого в своём заплыве.
Мужчины
| Спортсмен          | Соревнование   | Предварительные заплывы | Предварительные заплывы | Полуфиналы | Полуфиналы | Финал     | Финал     |
| Спортсмен          | Соревнование   | Результат               | Место                   | Результат  | Место      | Результат | Место     |
| ------------------ | -------------- | ----------------------- | ----------------------- | ---------- | ---------- | --------- | --------- |
| Витаутас Янушайтис | 400 м комплекс | 4:26,30                 | 27                      |            |            | Не прошёл | Не прошёл |